# Kumpusaari (ö i Norra Savolax, Inre Savolax, lat 62,54, long 26,67)
Kumpusaari är en ö i Finland. Den ligger i sjön Konnevesi och i kommunen Rautalampi i den ekonomiska regionen  Inre Savolax ekonomiska region  och landskapet Norra Savolax, i den centrala delen av landet, 280 km norr om huvudstaden Helsingfors. Öns area är 1,51 kvadratkilometer och dess största längd är 1,9 kilometer i öst-västlig riktning.